# Smochini în Biblie

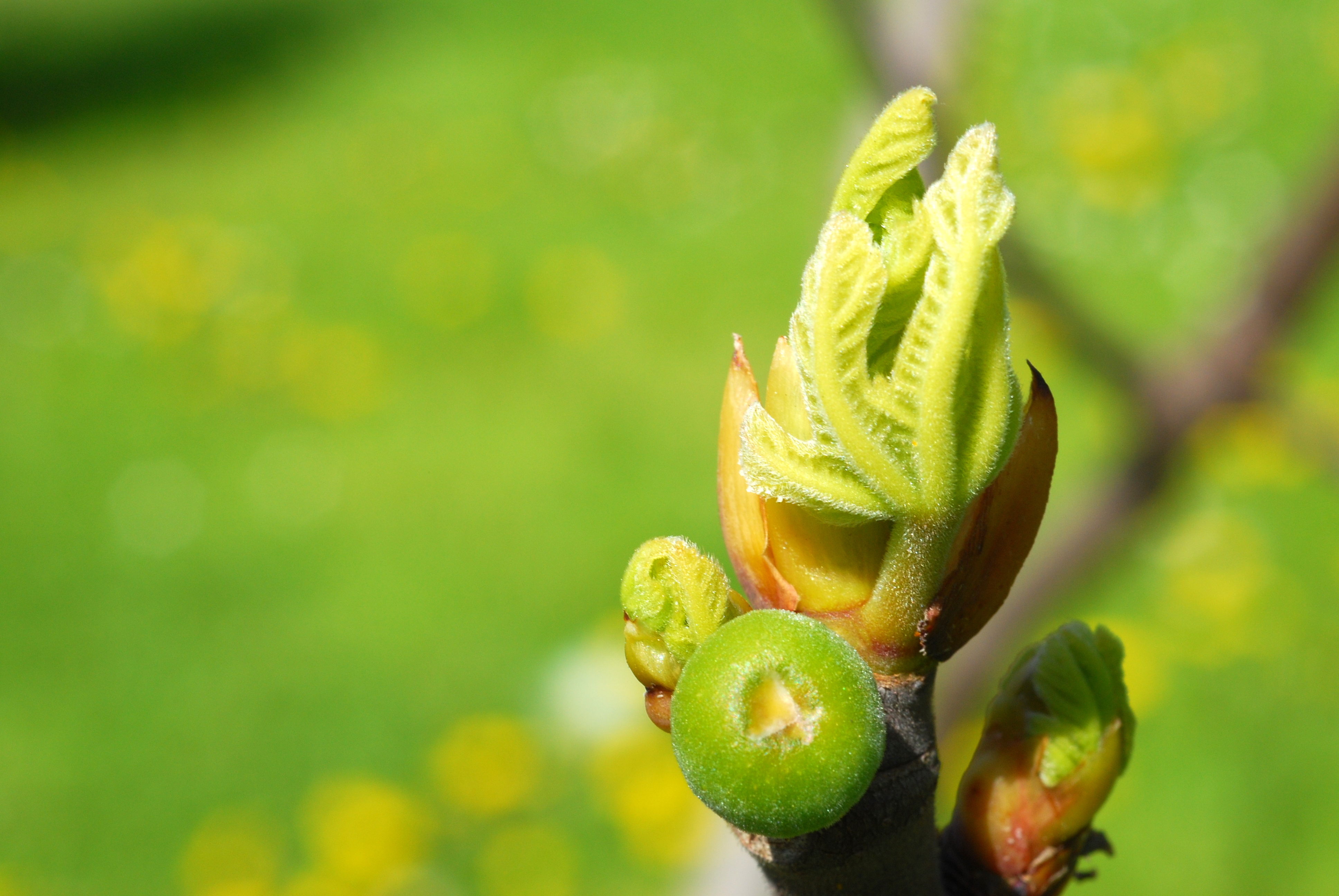
Smochin

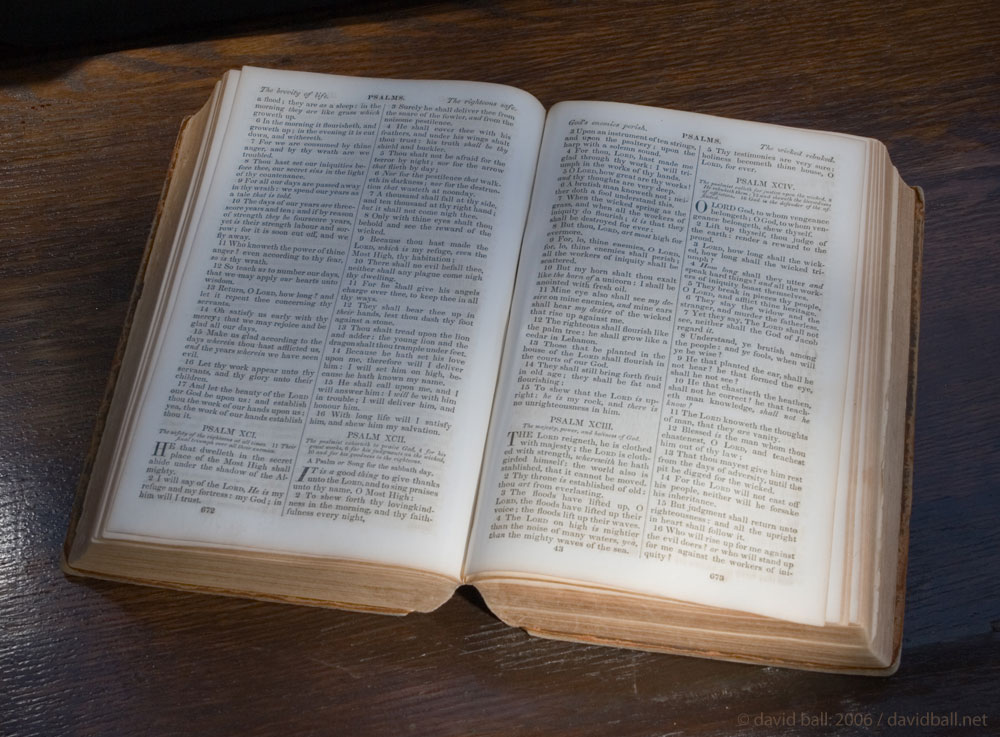
Biblia.

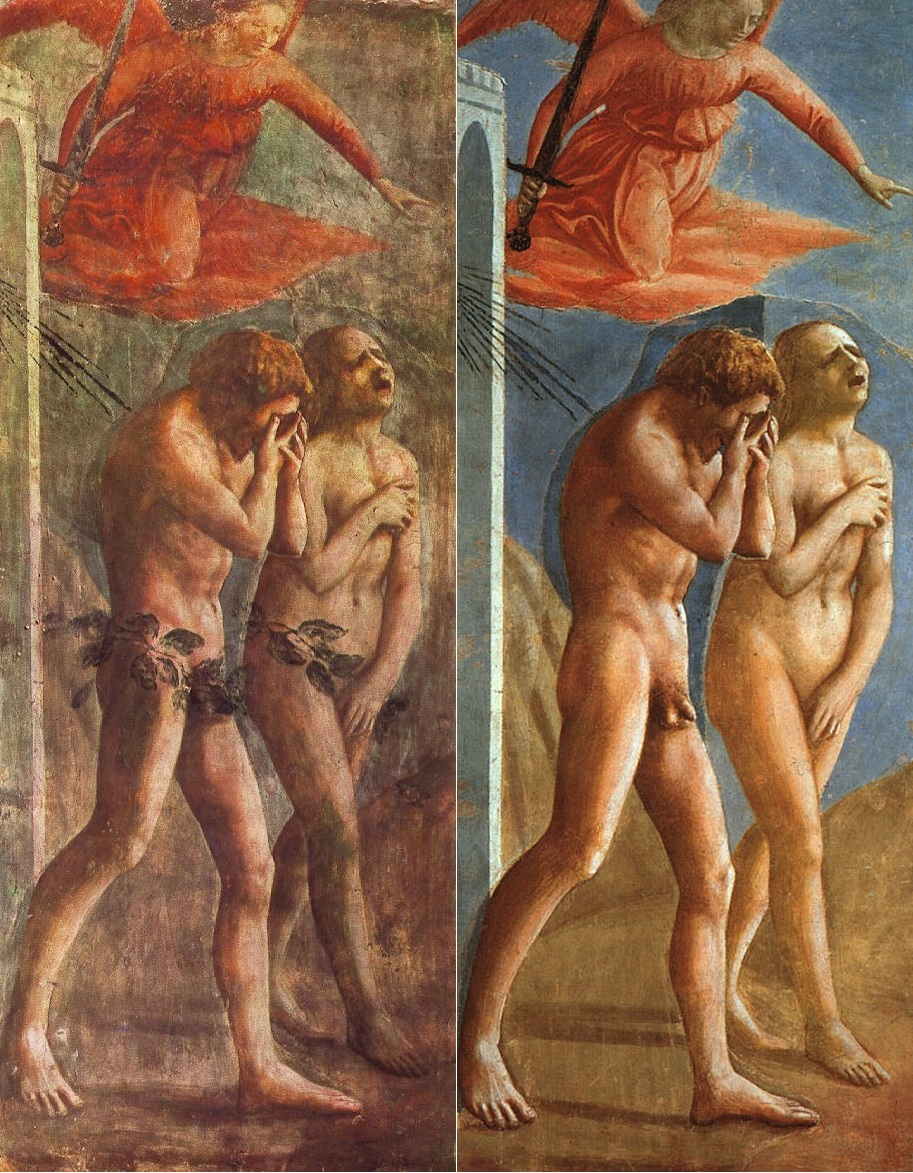
Adam și Eva își acoperea goliciunea cu frunze de smochin, după căderea în păcat. L'espulsione di Adamo ed Eva dal Giardino dell'Eden - pictură de Masaccio. Înainte și după restaurare

Smochinul ca arbore și fructele sale, smochinele, apar de mai multe ori în Noul Testament, dar și în Vechiul Testament. Referințele biblice la smochini sunt simbolice și sunt subiectul a mai multe interpretări.

## Vechiul Testament
În cartea genezei (3:7), Adam și Eva își acoperea goliciunea cu frunze de smochin, după căderea în păcat.

## Noul Testament

### Miracolul smochinului blestemat
Marcu 11:12-22. A doua zi, după ce au ieșit din Betania, Isus a flămânzit. A zărit de departe un smochin care avea frunze și a venit să vadă poate va găsi ceva în el. S-a apropiat de smochin, dar n-a găsit decât frunze, căci nu era încă vremea smochinelor. Atunci a luat cuvântul și a zis smochinului: „În veac să nu mai mănânce nimeni rod din tine!” Și ucenicii au auzit aceste vorbe. Au ajuns în Ierusalim; și Isus a intrat în Templu. A început să scoată afară pe cei ce vindeau și cumpărau în Templu; a răsturnat mesele schimbătorilor de bani și scaunele celor ce vindeau porumbei. Și nu lăsa pe nimeni să poarte vreun vas prin Templu. Și-i învăța și zicea: „Oare nu este scris: „Casa Mea se va chema o casă de rugăciune pentru toate neamurile”? Dar voi ați făcut din ea o peșteră de tâlhari.” Preoții cei mai de seamă și cărturarii, când au auzit cuvintele acestea, căutau cum să-L omoare; căci se temeau de El, pentru că tot norodul era uimit de învățătura Lui. Ori de câte ori se însera, Isus ieșea afară din cetate.
Puterea credinței. Dimineața, când treceau pe lângă smochin, ucenicii l-au văzut uscat din rădăcini. Petru și-a adus aminte de cele petrecute și a zis lui Isus: „Învățătorule, uite că smochinul pe care l-ai blestemat s-a uscat.” Isus a luat cuvântul și le-a zis: „Aveți credință în Dumnezeu!

## Vezi și

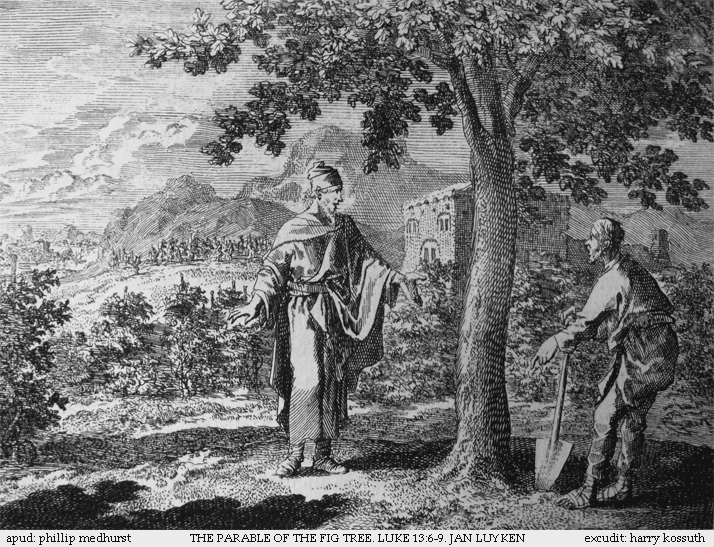
Parabola smochinului neroditor
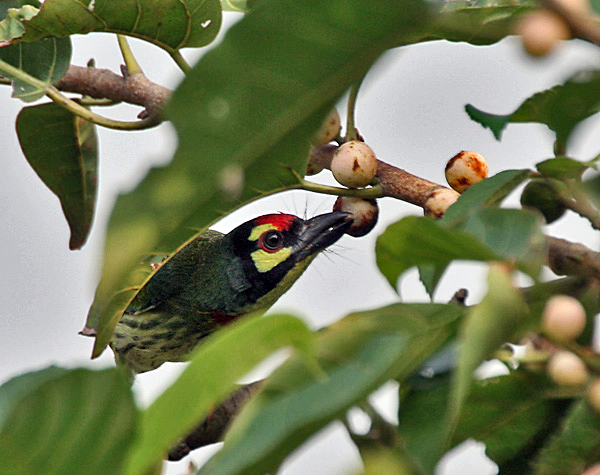
Frunze și fructe de smochin
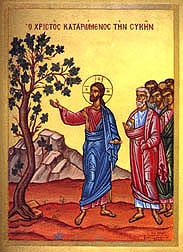
Miracolul smochinului blestemat
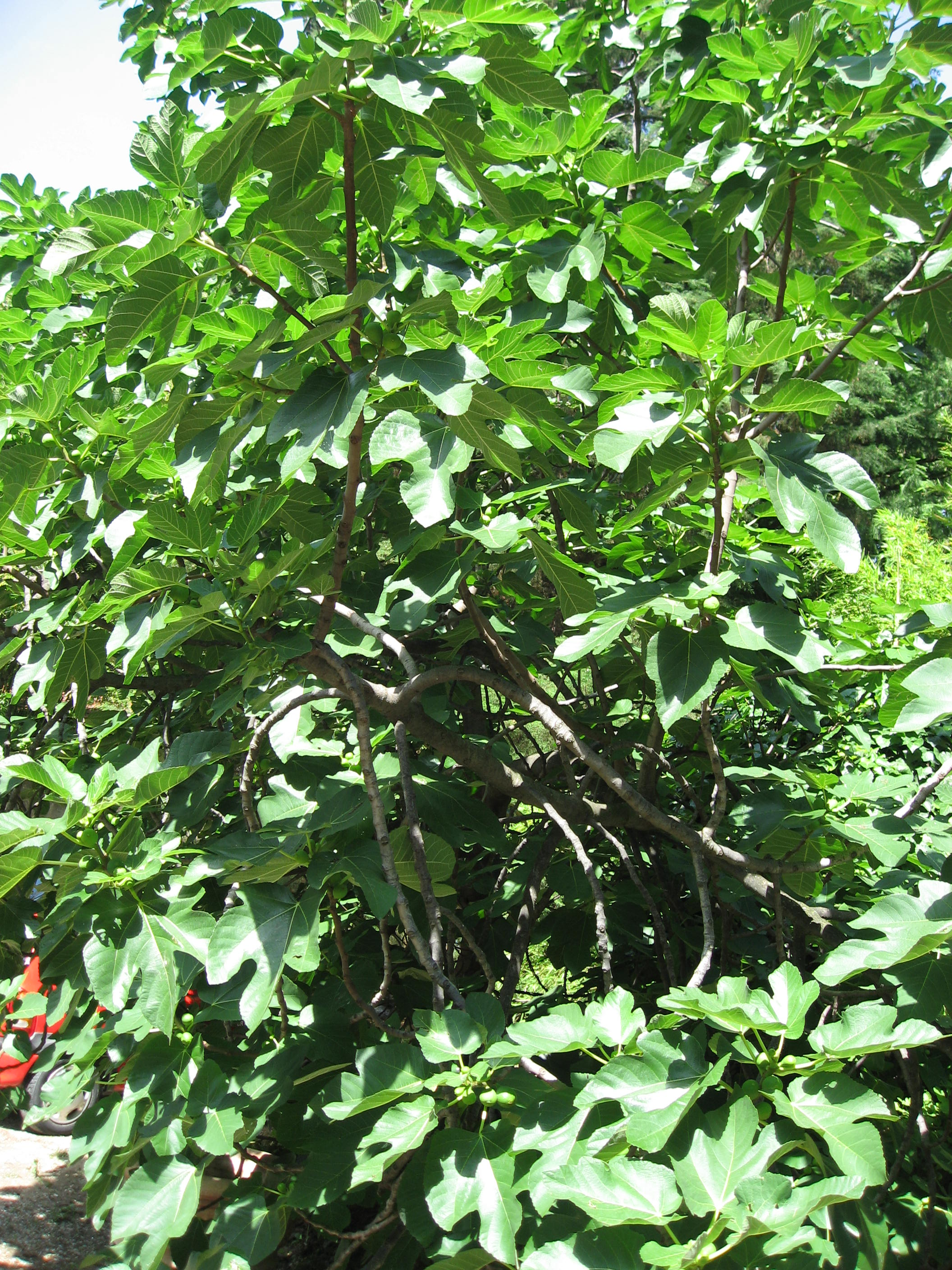
Parabola smochinului care frăgezește